# Муравьёво (деревня, Ржевский район)
Муравьёво — деревня в Ржевском районе Тверской области. Относится к сельскому поселению «Хорошево».
Находится в 8 км к юго-западу от города Ржева. К северу от деревни — река Ракитня (за ней — деревня Санталово); к югу — железная дорога «Москва — Великие Луки» и станция Муравьево на ней (243-й км от Москвы).
Население по переписи 2002 года — 184 человек, 86 мужчин, 98 женщин.

## История

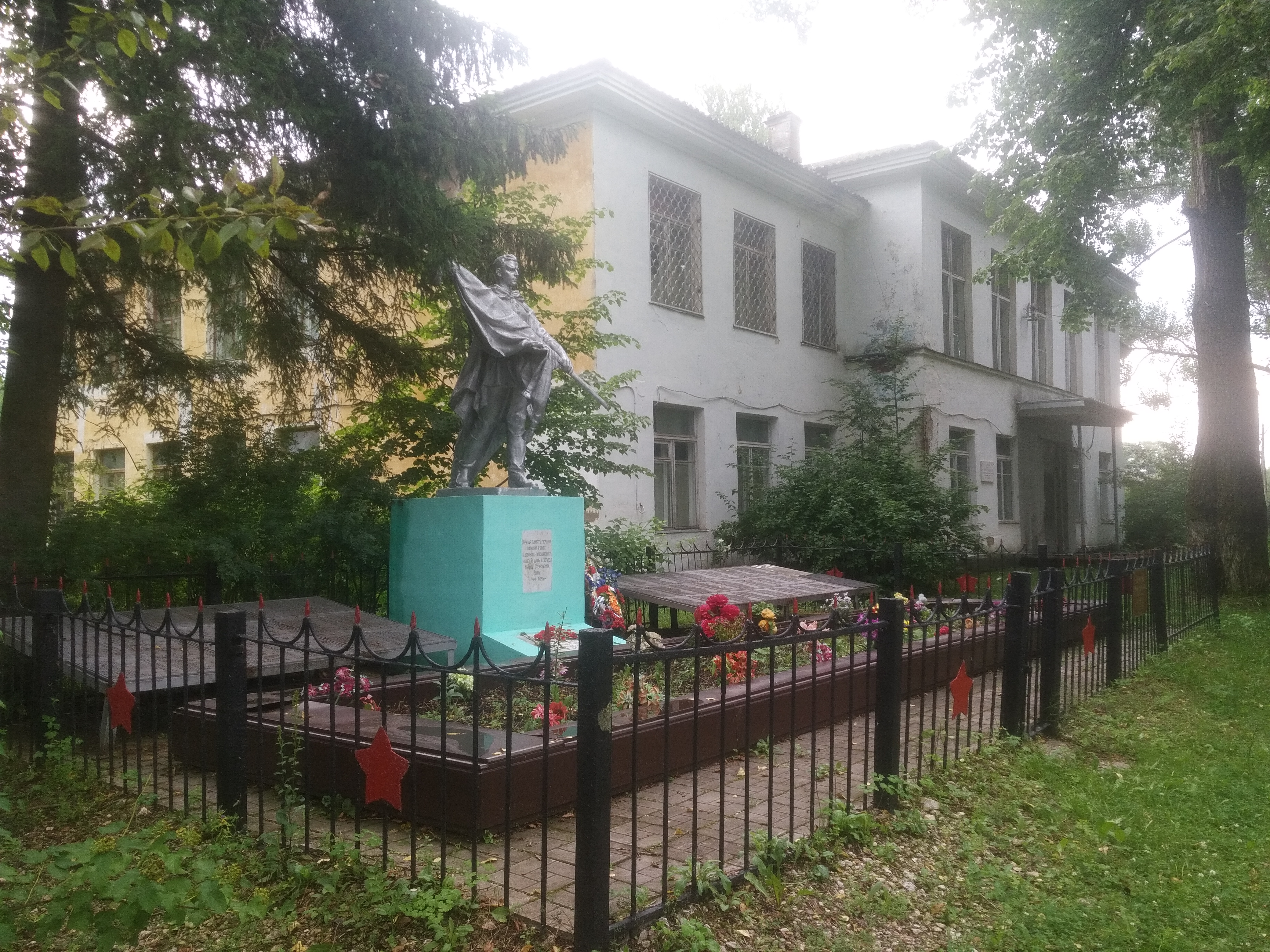
Мемориал на братской могиле воинов Красной Армии

Известна с XVI века как древний центр кузнечного ремесла: в ходе Ливонской войны 1558-83 царь Иван IV Грозный заказал в Муравьево партию оружия. В середине XIX века деревня Муравьево Ржевского уезда (46 дворов, 391 житель) славилась изготовлением топоров, изделия местных кузнецов были отмечены золотыми и серебряными медалями на Международных выставках в Вене (1873) и Лондоне (1886 и 1908). В 1880-х годах в деревне работали 44 кузницы (79 мастеров, 41 молотобоец, 16 точильщиков).
В начале XX века большинство жителей деревни (в 1917 году — 533 человека) исповедовали старообрядчество.
После Октябрьской революции кузнецы Муравьева создали артель «Молот» (с 1960 кузнечный цех Ржевского промкомбината по производству скобяных изделий). В 1929 году в Муравьево образован колхоз им. Ворошилова. В 1940 году деревня Муравьево (203 двора) центр сельсовета Ржевского района Калининской области.
С 1957 года в Муравьево укрупнённый колхоз им. Дзержинского, в 1965 году деревня отнесена к совхозу «Ржевский», в 1991 — к Ржевскому совхозу-колледжу.
В 1997 году в Муравьево 102 хозяйства, 202 жителя.

## Воинское захоронение
Во время Великой Отечественной войны Муравьево было оккупировано в октябре 1941 года, освобождено 3 марта 1943 года.
В деревне братская могила воинов Красной Армии. По данным администрации Ржевского района на 2010 год, в братской могиле в деревне Муравьево 800 захороненных, у 553 имена установлены.